# Парад на Красной площади 9 мая 1996 года
Парад на Красной площади 9 мая 1996 года прошёл в День Победы, в 51-ю годовщину со дня окончания Великой Отечественной войны. Начиная с этого года военные парады в столице Российской Федерации стали проходить на Красной площади (в 1991—1994 годах парады в Москве не проводились; в 1995 году 9 мая на Красной площади состоялся только парад ветеранов, а парад войск и военной техники прошёл на Поклонной горе).
Парад начался ровно в 9 часов утра после боя курантов. К фронтовикам обратился Верховный Главнокомандующий Вооружёнными Силами Российской Федерации, Президент Российской Федерации Борис Николаевич Ельцин, последний раз используя мавзолей Ленина как трибуну. В отличие от парада ветеранов 9 мая 1995 года, слово «ЛЕНИН» на мавзолее во время парада 9 мая 1996 года не было завешено декорациями. Как и в прошлом году на здании ГУМа был вывешен транспарант с орденом «Победа». Исторический музей украшала композиция в виде числа «1996» с Георгиевской лентой. Напротив Мавзолея находилась картина С. Н. Присекина, изображающая маршала Г. К. Жукова верхом на коне, топчущем немецкие знамёна.
Командовал парадом командующий войсками Московского военного округа генерал-полковник Леонтий Васильевич Кузнецов. Принимал парад Министр обороны России генерал армии Павел Сергеевич Грачёв.
На этом параде Знамя Победы (копия) было впервые представлено в качестве государственного символа, его несли во главе парадного строя вместе с флагом России. Впервые Знамя Победы несли не ветераны Великой Отечественной войны, а действующие военнослужащие.
В параде участвовало 7370 военнослужащих. Пешая часть парада длилась около 20 минут. Тяжёлая военная техника на параде представлена не была